# Cubanoptila mederi
Cubanoptila mederi is een fossiele soort schietmot uit de familie Glossosomatidae.